# میلتیادس مانو
میلتیادس مانو (مجاری: Miltiades Manno؛ ۳ مارس ۱۸۸۰ – ۱۶ فوریهٔ ۱۹۳۵) مجسمه‌ساز و قایقران روئینگ اهل مجارستان بود.
از افتخارات وی میتوان به کسب مدال نقره مجسمه‌سازی تندیس در بخش مسابقات هنری بازی‌های المپیک تابستانی ۱۹۳۲ اشاره کرد.